# Чишма-Баш (Оренбургская область)
Чишма-Баш — посёлок Бугурусланского района Оренбургской области России. Входит в состав Коровинского сельского совета.

## География
Находится в истоке реки Чишмабаш.
Уличная сеть состоит из двух географических объектов: Приовражная, Центральная.

### Географическое положение
Расстояние до:
- районного центра (Бугуруслан): 65 км
- центра сельсовета (Коровино): 8 км

## Население
| 2010 |
| ---- |
| 127  |

## Инфраструктура
Личное подсобное хозяйство.
Основа экономики — сельское хозяйство.

## Транспорт
Деревня доступна автотранспортом. Подходит региональная автодорога 53Н-0701110.